# 12人の優しい日本人
『12人の優しい日本人』（じゅうににんのやさしいにほんじん）は、三谷幸喜の戯曲。自ら主宰する劇団・東京サンシャインボーイズのために書き下ろし、1990年7月30日に東京・シアターサンモールで初演、『しんげき』（白水社）1991年7月号（No.461）に掲載された。映画『十二人の怒れる男』へのオマージュとして、「もし日本にも陪審制があったら?」という架空の設定で描かれる法廷劇・密室劇。『十二人の怒れる男』での展開や設定を基にしたパロディが各シーンでみられる。
東京サンシャインボーイズにより1991年と1992年に、またパルコプロデュースにより2005年にも上演された。
1991年、三谷幸喜と東京サンシャインボーイズの脚本、中原俊の監督で映画化され、同年12月14日に公開された。
なお、陪審制に近い裁判員制度が施行されたのは2009年の日本であり、本戯曲はその19年前の作品である。

## ストーリー
※注：舞台では、公演ごとに細部が変えられた。主だったストーリーのみ掲載。
陪審員として、殺人事件の裁判に召喚される12名の一般の日本人。裁判後に一室に隔離され評決を取ると、たちまち全員一致で『無罪』と決まった。所用もあり、さっさと帰り支度を始める一同。しかし、一人の陪審員が「話し合おう」と皆を引き止めた。
被告は若く美しい女性で、夫を殺した罪に問われていた。話してみると、陪審員たちが全員、被告に同情し、心象で『無罪』と決めた事が明らかになった。改めて、事件の経緯について考察する陪審員たち。すると徐々に、『計画殺人による有罪』に傾く者が増えて行った。
『有罪』と『無罪』の間で意見がぐらつく陪審員たち。しかし、改めて検証をし直すと、被告の不利に見えた状況が、逆に無罪の証拠である事が見えて来た。更に、最初に「話し合い」を求めた陪審員が、自分の家庭内のいざこざを被告に投影し、逆恨みしていた事も明らかになった。
話し合いの末に、被告の無罪を確信する陪審員たち。全員が無罪評決で一致した。決を取り、意見書を提出した12人は、各々満足して帰途に就くのだった。

## 登場人物
※注：舞台では、演者によって人物描写が変えられた。主な場合のみ表記。
- 陪審員1号：陪審員長。
- 陪審員2号：家庭内のトラブルを女性被告人に投影し、無実に納得できず「話し合い」を求める。
- 陪審員3号：酒好きの喫茶店マスターなど、会社員でない人物。
- 陪審員4号：唯一、最後まで被告の無罪を信じ続ける。
- 陪審員5号：裁判記録を細かくメモしているが、流されやすい秘書タイプ。
- 陪審員6号：社用で帰りを急ぐ会社員。
- 陪審員7号：片意地な独身者。
- 陪審員8号：日和見で無責任な若い女性。
- 陪審員9号：知的だが偏屈な紳士。
- 陪審員10号：気の良い年配の婦人。
- 陪審員11号：裁判に無関心そうな若者。
- 陪審員12号：進行役になりたがるお節介。

## 上演データ
東京サンシャインボーイズ公演として、1990年、シアターサンモールで初演。このときは三谷幸喜も『一橋壮太朗』の芸名で陪審員6号を演じた。1991年の再演、1992年の三演を経て、パルコ・プロデュース公演として2005年12月から2006年1月にかけて上演され、WOWOWで公演の生放送も行なわれた。
ストーリーの大筋は各公演および映画版とも共通だが、脚本は他の三谷作品と同様に、演じる役者に合わせて台本を書く「当て書き」が行なわれており、各公演時にも都度改訂されている。事件のトリックに関しても、その理由が公演のたびに改訂されている。また時代を反映した会話なども盛り込まれ、各々で違いがみられる。
2020年5月6日には、近藤芳正を発起人とする「12人の優しい日本人を読む会」により、出演者全員が自宅でWEB会議アプリ「Zoom」を用いて読み合わせ、YouTube Liveによってオンラインで無料生配信された。キャストは東京サンシャインボーイズによる1992年公演のオリジナルキャストを中心に吉田羊、妻鹿ありか（Prayers Studio）、渡部朋彦（Prayers Studio）が新たに加わり、三谷も前説およびピザ店の店員役でサプライズ出演して、冨坂友（アガリスクエンターテイメント）が演出を務めた。配信側・視聴側の環境を考慮して一幕一場の作品を前後編に2分割して配信し、前後編あわせて28,000視聴を記録するなど、新型コロナウイルス感染症の感染拡大防止に伴う公演自粛の流れの中でリモート創作の可能性を探る「Zoom演劇」の新たな試みの1つとしても注目を集めた。

### 上演日程
東京サンシャインボーイズ公演
- 初演：1990年7月30日 - 8月3日（シアターサンモール）
- 再演：1991年3月21日 - 29日（THEATER/TOPS）
- 三演：1992年9月8日 - 20日（渋谷パルコスペースパート3）

パルコ・プロデュース公演
- 2005年11月30日 - 12月30日（PARCO劇場）
- 2006年1月6日 - 29日（シアター・ドラマシティ）

12人の優しい日本人を読む会 オンライン生配信
- 2020年5月6日 14:00 - 15:00（前編）、18:00 - 19:00（後編）

### キャスト（舞台）
| 役名             | 初演 （1990年） | 再演 （1991年） | 三演 （1992年） | パルコ公演 （2005年） | オンライン版 （2020年） |
| ---------------- | --------------- | --------------- | --------------- | --------------------- | ----------------------- |
| 陪審員1号        | 小原雅人        | 小原雅人        | 甲本雅裕        | 浅野和之              | 甲本雅裕                |
| 陪審員2号        | 相島一之        | 相島一之        | 相島一之        | 生瀬勝久              | 相島一之                |
| 陪審員3号        | 阿南健治        | 阿南健治        | 小林隆          | 伊藤正之              | 小林隆                  |
| 陪審員4号        | 小林隆          | 小林隆          | 阿南健治        | 筒井道隆              | 阿南健治                |
| 陪審員5号        | かんみほこ      | 岡崎淑子        | 横田由和        | 石田ゆり子            | 吉田羊                  |
| 陪審員6号        | 一橋壮太朗      | 一橋壮太朗      | 近藤芳正        | 堀部圭亮              | 近藤芳正                |
| 陪審員7号        | 梶原善          | 梶原善          | 梶原善          | 温水洋一              | 梶原善                  |
| 陪審員8号        | 斉藤清子        | 斉藤清子        | 斉藤清子        | 鈴木砂羽              | 妻鹿ありか              |
| 陪審員9号        | 西村雅彦        | 西村雅彦        | 西村雅彦        | 小日向文世            | 西村まさ彦              |
| 陪審員10号       | 宮地雅子        | 宮地雅子        | 宮地雅子        | 堀内敬子              | 宮地雅子                |
| 陪審員11号       | 野仲功          | 野仲功          | 野仲功          | 江口洋介              | 野仲イサオ              |
| 陪審員12号       | 伊藤俊人        | 伊藤俊人        | 伊藤俊人        | 山寺宏一              | 渡部朋彦                |
| 守衛             | 福島三郎        | 福島三郎        | 小原雅人        | 不登場                | 小原雅人                |
| 青年             | 甲本雅裕        | 甲本雅裕        | 不登場          | 不登場                | 不登場                  |
| 裁判長（声のみ） | 山本亘          | 山本亘          | 不登場          | 不登場                | 小原雅人                |
| ピザ屋の配達員   | 不登場          | 不登場          | 不登場          | 不登場                | 一橋壮太朗              |

### スタッフ（舞台）
東京サンシャインボーイズ公演
パルコ・プロデュース公演
- 作・演出 - 三谷幸喜
- 音楽 - 本間勇輔
- 美術 - 堀尾幸男
- 照明 - 服部基
- 衣裳 - 黒須はな子
- 音響 - 井上正弘
- ヘアメイク - 河村陽子
- 舞台監督 - 松坂哲生
- プロデューサー - 佐藤玄
- 制作 - 毛利美咲

### 受賞歴
- 第40回（2005年）紀伊国屋演劇賞 個人賞（浅野和之）[注 2]
- 第13回（2006年）読売演劇大賞 最優秀男優賞（浅野和之）[注 2]

### 関連商品
CD
- 12人の優しい日本人 サウンド・トラック（2005年12月1日、PARCO STAGE、PLS0175）

DVD
- 12人の優しい日本人 DVD（2006年8月1日、パルコ出版、PMMDV-11&12、ISBN 978-4-89194-861-0）

## 書誌情報
- 『しんげき』No.461 1991年7月号（白水社）掲載

## 映画
三谷幸喜と東京サンシャインボーイズの脚本、中原俊の監督で映画化され、1991年12月14日に公開された。

### キャスト（映画）
陪審員1号
演 - 塩見三省
40歳の女子高体育教師。陪審員長。4年前にも陪審員を経験している。
陪審員2号
演 - 相島一之
28歳の精密機械製造会社従業員。「話し合いがしたい」と言って被告の有罪を主張し始める。妻と別居している。
陪審員3号
演 - 上田耕一
49歳の喫茶店店主。議論や会議が苦手な、甘党でアル中の男。
陪審員4号
演 - 二瓶鮫一
61歳の元信用金庫職員。被告は無罪という意見を終始変えなかった2人のうちの1人。
陪審員5号
演 - 中村まり子
37歳の商社庶務係。独身。公判の内容も全てメモしているという几帳面なメモ魔。
陪審員6号
演 - 大河内浩
34歳の医薬品会社セールスマン。早く仕事に戻りたいらしく、審議もやる気がない。
陪審員7号
演 - 梶原善
32歳の職人。べらんめえ口調で気性が激しく、被害者の男性を非難する。独身。中盤で拗ねてしまいそれ以降意見を発しなくなったため、結果的に最後まで意見を変えなかった2人のうちの1人となった。
陪審員8号
演 - 山下容莉枝
29歳の主婦。来月5歳になる息子がおり、陪審員の中では被告に近い境遇。意志薄弱で付和雷同しやすい。
陪審員9号
演 - 村松克己
51歳の歯科医。議論好き、過剰な自信家。議論のために有罪説を展開する。
陪審員10号
演 - 林美智子
50歳のクリーニング店経営者。純真だが気弱で、意見を言うよう迫られ、鼻血を出して卒倒してしまう。
陪審員11号
演 - 豊川悦司
年齢不詳の役者。 最初は議論に全く参加しなかったが、中盤で「自分は弁護士」と称して有罪説を論駁しはじめる。
陪審員12号
演 - 加藤善博
30歳の大手スーパー課長補佐。 仕切りたがり。
守衛
演 - 久保晶
ピザ屋の配達員
演 - 近藤芳正

### スタッフ（映画）
- 監督：中原俊
- 原作：三谷幸喜
- 脚本：三谷幸喜、東京サンシャインボーイズ
- 製作者：岡田裕
- 企画：成田尚哉、じんのひろあき
- プロデューサー：笹岡幸三郎、垂水保貴
- 撮影監督：高間賢治
- キャメラオペレーター：戸沢潤一
- 編集：冨田功、冨田伸子
- 美術：稲垣尚夫
- 録音：志満順一
- 照明：磯貝幸男
- フォルテピアノ演奏：エリザベータ・ステファンスカ（モーツァルト作曲《ピアノソナタK.545》》）
- 助監督：上山勝、島野伸一
- 音響効果：渡部健一
- スタジオ：にっかつ撮影所
- MA：東京テレビセンター
- 現像：東京現像所
- 製作：ニュー・センチュリー・プロデューサーズ、サントリー、日本テレビ放送網
- 配給：アルゴプロジェクト

### 受賞
- 第65回キネマ旬報ベスト・テン
  - 日本映画ベスト・テン第7位
  - 脚本賞 - 三谷幸喜と東京サンシャインボーイズ
- 1991年度文化庁優秀映画作品賞
- 第46回毎日映画コンクール 脚本賞 - 三谷幸喜と東京サンシャインボーイズ

### 映像ソフト
| 発売日        | レーベル                     | 規格         | 規格品番  |
| ------------- | ---------------------------- | ------------ | --------- |
| 2012年3月30日 | オデッサ・エンタテインメント | DVD          | THD-20551 |
| 2019年8月2日  | オデッサ・エンタテインメント | Blu-ray Disc | OED-10578 |